# Adriana von Nassau-Dillenburg

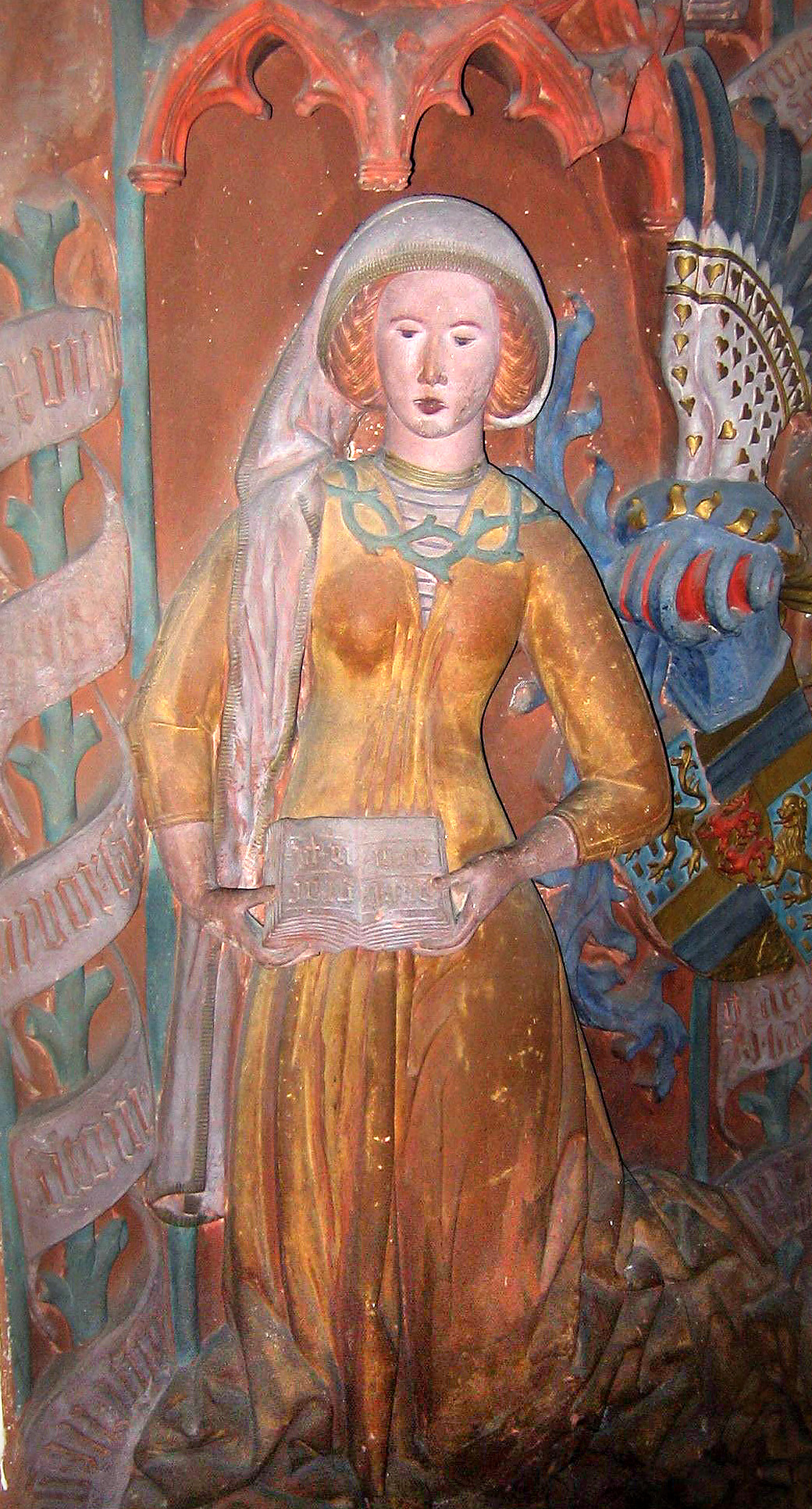
Epitaph der Gräfin Adriana von Nassau

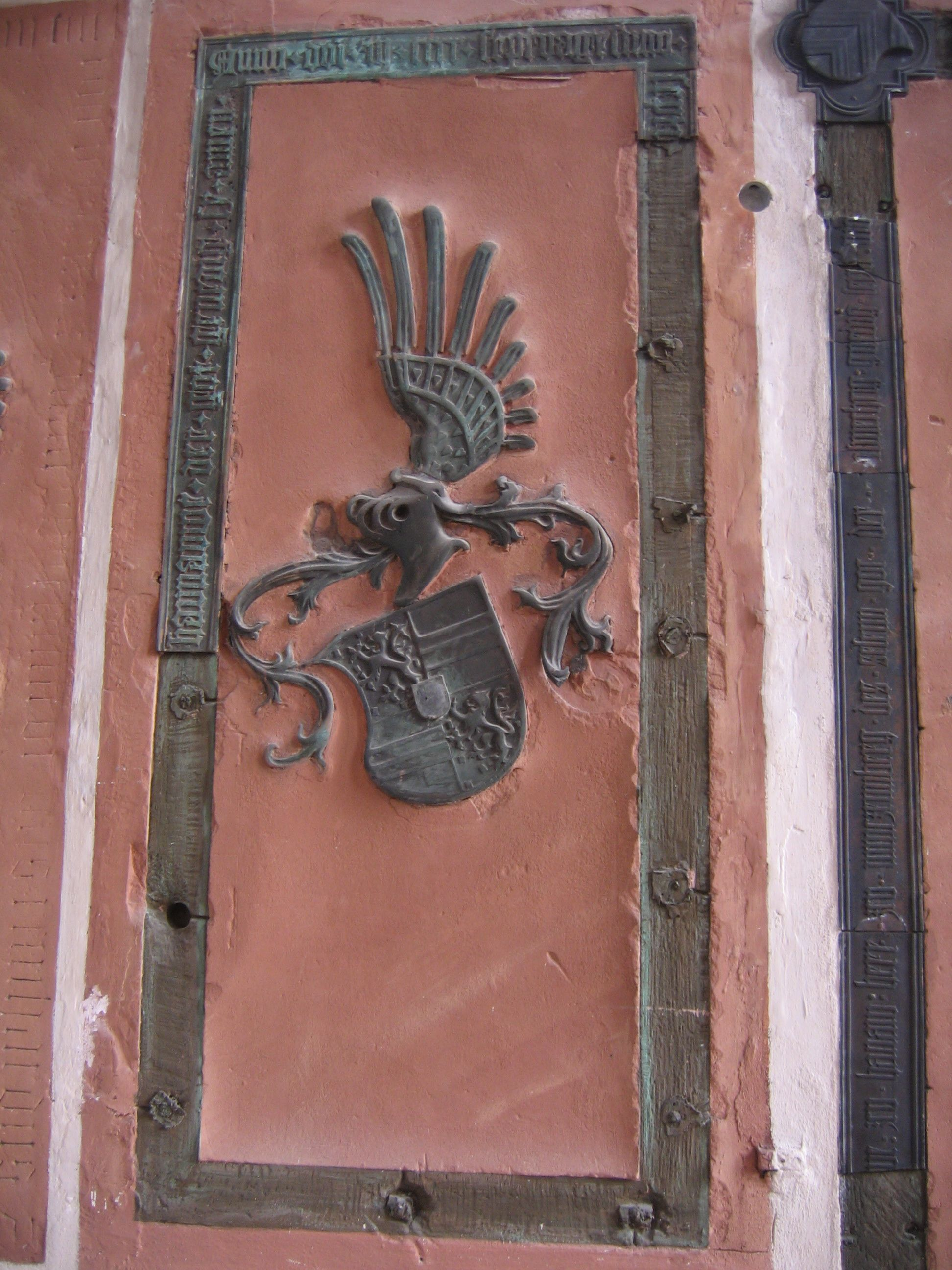
Grabplatte der Gräfin Adriana von Nassau in der Marienkirche in Hanau

Adriana von Nassau-Dillenburg (* 7. Februar 1449 in Breda; † 15. Januar 1477) war eine Tochter des Grafen Johann IV. von Nassau-Dillenburg. Seit dem 12. September 1468 war sie mit Graf Philipp I. von Hanau-Münzenberg verheiratet.
Aus dieser Ehe gingen hervor:
1. Eine Tochter (* 4. April 1469), starb kurz nach der Geburt
2. Adriana (* 1. Mai 1470; † 12. April 1524), vermählt 1489 mit Graf Philipp von Solms-Lich (* 15. August 1468; † 3. Oktober 1544)
3. Margarethe (* 6. April 1471; † 5. September 1503, Kloster Liebenau), Nonne
4. Reinhard IV. (* 14. März 1473; † 30. Januar 1512)
5. Anna (* 15. März 1474; † 21. März 1475)
6. Marie (4. März 1475; † 18. Mai 1476)

Adriana wurde in der Marienkirche in Hanau beigesetzt, wo ihr Epitaph, das sie in betender Stellung in Richtung auf den (heute nicht mehr vorhandenen) Hochaltar darstellt, sehr gut, einschließlich der Bemalung, erhalten ist, ebenso ihre Grabplatte.